# Union des marques
L'Union des marques (UDM) (anciennement, Union des annonceurs, UDA, crée en 1916) est une association représentative des entreprises et des marques. Elle offre des services à ses adhérents entreprises acteurs de la communication. Son président est Franck Gervais, Directeur général pour l'Europe d'Accor, depuis le 22 janvier 2019. Son Directeur général est Jean-Luc Chetrit depuis le 27 avril 2017.

## Présentation
Créée en 1916, l'UDM compte environ 6 000 membres (2017), issus de 230 entreprises, et représente  plus de 1 500 marques. Elle est l'unique organisation représentative des annonceurs en France. 
L'UDM propose des services de conseil et assistance, ainsi que de séances de formation.

### Les prix décernés par l'UDM
L'UDM décerne tous les ans le prix Effie récompensant les campagnes les plus efficaces.

### L'activité de lobbying

#### Auprès de l'Assemblée nationale
L'UDM est inscrite comme représentant d'intérêts auprès de l'Assemblée nationale. En 2014, l'UDM déclare à ce titre des coûts annuels compris entre 150 000 et 200 000 euros.

#### Auprès des institutions de l'Union européenne
L'UDA est inscrite depuis 2015 au registre de transparence des représentants d'intérêts auprès de la Commission européenne. Elle déclare en 2015 pour cette activité des dépenses d'un montant inférieur à 10 000 euros.

### Le programme FAIRe
En 2018, l'UDM lance le programme de communication responsable FAIRe. L’objectif est de répondre aux enjeux de respect de la vie privée, transparence de la communication et reflet de la diversité de la société. Les entreprises qui adhèrent au programme FAIRe prennent 15 engagements pour une communication responsable.

## Pour les statistiques, les “régions UDA”
Afin de faciliter les études statistiques, portant souvent sur des effectifs réduits, les 22 régions administratives françaises sont regroupées par l'Union des marques, en neuf « régions UDA ».

## Historique
L’Union des annonceurs est créée en France en 1916 pendant la Première Guerre mondiale. À cette époque, les entreprises annonceurs qui supportent l’effort de guerre ont à se plaindre des conditions tarifaires que les éditeurs de presse pratiquent. La situation donne naissance à une organisation spécifique de défense de leurs intérêts. 
La France n’est pas la première à disposer d’une organisation professionnelle pour suivre les problèmes de communication commerciale. Bien avant elle, en décembre 1900, la Grande-Bretagne avait créé l’ISBA (Incorporated Society of British Advertisers); en juin 1910, les États-Unis avait créé l’ANA (Association of National Advertisers).
L’Union des annonceurs cesse ses activités pendant la Seconde Guerre mondiale après l’invasion allemande. Six ans après la fin de la guerre, en 1951, l'Union des annonceurs est relancée à l’initiative de trois organisations syndicales : les boissons alcoolisées, les parfums et produits de beauté, les produits pharmaceutiques.
En 2012, l'UDA comprend 18 permanents.
Lors de l'élection présidentielle de 2012, l'UDM envoie une lettre aux candidats dans laquelle elle fait cinq propositions dont le maintien de la publicité sur les antennes de France Télévisions et exclut la taxation de la publicité sur Internet.
Le 19 avril 2019, l'Union des annonceurs (UDA) devient l'Union des marques (UDM).